# 芒市坝

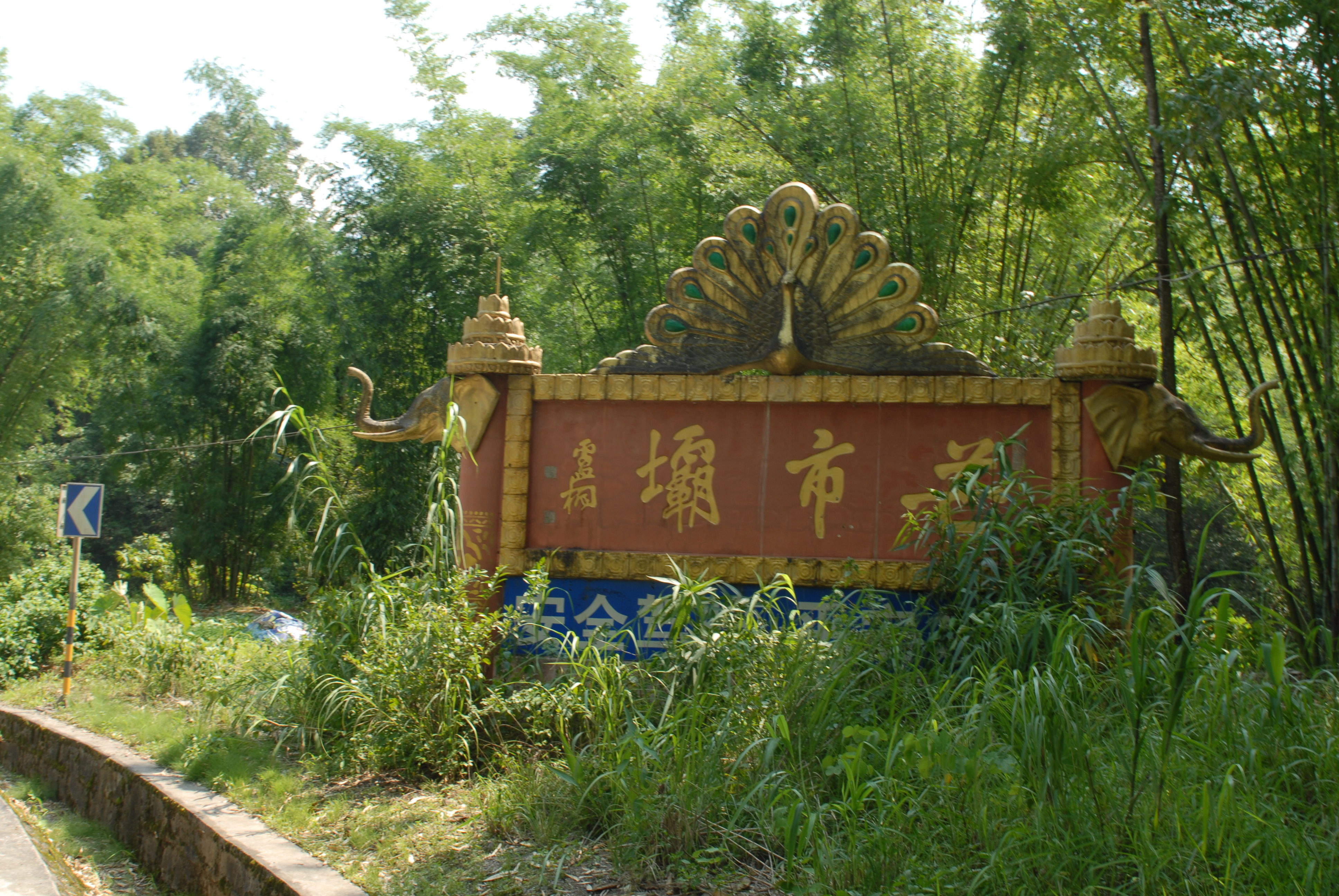
芒市坝地标牌

芒市坝是云南省芒市的一个盆地，长约26.5公里，宽6至8公里，面积141.2平方千米，海拔约850米。芒市河穿过坝区，芒市主城区位于坝子东部。历史上，芒市坝是芒市土司的辖地，芒市土司将坝区划为八个“㽘”管辖:53:232。